# Stars and Stripes Vol. 1
Stars and Stripes Vol. 1 je osemindvajseti album ameriške glasbene skupine The Beach Boys. Izšel je leta 1996 pri založbi River North Records.

## Seznam skladb
1. "Don't Worry, Baby" - 3:16
2. "Little Deuce Coupe" - 2:50
3. "409" - 2:20
4. "Long, Tall Texan" - 4:02
5. "I Get Around" - 2:29
6. "Be True to Your School" - 3:18
7. "Fun, Fun, Fun" - 2:20
8. "Help Me, Rhonda" - 3:10
9. "The Warmth of the Sun" - 3:18
10. "Sloop John B" - 3:45
11. "I Can Hear Music" - 3:14
12. "Caroline, No" - 3:19